# بانکیا (بلغارستان)
بانکیا (به لاتین: Bankya) یک منطقهٔ مسکونی در بلغارستان است که در Bankya District واقع شده‌است. بانکیا ۱۱٬۶۶۷ نفر جمعیت دارد و ۶۹۵ متر بالاتر از سطح دریا واقع شده‌است.